# سيف محمد
سيف محمد لاعب كرة قدم إماراتي، من مواليد 15 سبتمبر 1983 لعب سابقاً مع منتخب الإمارات لكرة القدم.

## مسيرته الكروية
بدأ مسيرته الكروية مع نادي الشعب الإماراتي في عام 2004، وفي عام 2008 انتقل إلى نادي العين بصفقه تقارب 10 ملايين درهم إماراتي ولعب بعدها لأندية الظفرة والشعب و الشارقة و خورفكان.

## وصلات خارجية
- سيف محمد على موقع الاتحاد الدولي (مؤرشف)  (الإنجليزية)
- سيف محمد على موقع قاعدة بيانات كرة القدم.إي يو (الإنجليزية)
- سيف محمد على موقع ناشيونال فوتبول تيمز (الإنجليزية)

- صفحة سيف محمد
- شبكة زعيم الإمارات - صوت الأمة العيناوية على الإنترنت نسخة محفوظة 28 فبراير 2009 على موقع واي باك مشين.
- الموقع الرسمي لنادي العين
- صفحة النادي في موقع كورة